# Adam B. Bartoš
Adam B. Bartoš, celým jménem Adam Benjamin Bartoš (* 15. ledna 1980 Rychnov nad Kněžnou), je český novinář, aktivista, politik a spisovatel, známý svými antisemitskými a extremistickými názory a podporou některých konspiračních teorií, například týkajících se iluminátů, údajné židovské kontroly médií, židozednářů, chemtrails, a systému HAARP.

## Život
V roce 2007 patřil mezi první signatáře Ligy proti antisemitismu. Pracoval jako politický zpravodaj a komentátor v redakci Aktuálně.cz a pak v letech 2007–2009 v iDNES.cz, odkud pro názorový nesoulad (interpretovaný jako příliš radikální názory, resp. cenzura) odešel a založil vlastní web prvnizpravy.cz. Spoluzaložil také web freeglobe.cz, který se zabývá různými konspiračními teoriemi. Za práci na serveru Freeglobe získal, spolu se svými spolupracovníky, bronzový Bludný balvan pro rok 2011.
Zveřejnil mimo jiné korespondenci lékařů, psychiatrů a psychologů (hlavními iniciátory byli Jan Hnízdil a Martin Jan Stránský), kteří podle jeho tvrzení od roku 2009 zvažovali možnost prohlásit prezidenta Václava Klause za duševně neschopného zastávat svůj úřad, v době, když otálel s podepsáním ratifikované Lisabonské smlouvy, a podal údajně na Jana Hnízdila trestní oznámení pro podezření z pokusu o vlastizradu ve stadiu přípravy.
Napsal článek o tzv. „věčných petentech“, za nějž mu v roce 2010 vyjádřil sympatie Václav Klaus a který se stal základem seznamu „pravdoláskařů“. Později k němu přidal i seznam Židů v Česku, kvůli kterému začal být roku 2014 vyšetřován Úřadem pro ochranu osobních údajů a označován za antisemitu, například ve zprávě Židovské obce v Praze. V roce 2012 také vyjádřil přesvědčení, že mediální svět je ovládán židovským vlivem.

### Stranické angažmá
V lednu 2014 se stal předsedou politické strany NE Bruselu – Národní demokracie, která jak v evropských, tak i obecních volbách 2014 a krajských volbách v roce 2016 neuspěla.
V březnu 2015 spolu s dalšími představiteli své strany umístil na místě vraždy Anežky Hrůzové v Polné vývěsku poukazující na „nutnost vyřešení židovské otázky, která nebyla dosud uspokojivě vyřešena“. Brněnský radní Michal Doležel (Žít Brno) na něj v té souvislosti podal trestní oznámení pro podněcování a vybízení k rasové nesnášenlivosti. Před Vánocemi téhož roku jihlavští kriminalisté zahájili úkony trestního řízení a obvinili Bartoše i jeho spolustraníka Ladislava Zemánka. V březnu 2016 byla podána obžaloba a jihlavský soud rozhodl (zatím nepravomocně) formou trestního příkazu bez hlavního líčení o vině obou. Bartoš oznámil, že proti rozhodnutí podá odpor. Mezitím se počátkem dubna 2016 znovu vydal do Polné k hrobu Anežky Hrůzové, kde k asi 15 příznivcům pronesl řeč.
V červnu 2015 jménem své strany napsal výhružný dopis Czeslawu Walkovi, v němž ho nabádal, aby jím vedená organizace Prague Pride upustila od konání srpnového festivalu Prague Pride 2015. Bartoš uvedl, že jeho strana koordinuje tvrdou protikampaň připravovanou spolu s dalšími názorově blízkými subjekty, která by dle něj mohla vést až tomu, že by tento ročník festivalu mohl být posledním. Podle serveru Echo24 by Bartošova rétorika mohla splňovat podstatu trestného činu podněcování k nenávisti vůči skupině osob nebo k omezování jejich práv a svobod.
V červenci 2015 byl jedním z aktérů demonstrace proti přijímání uprchlíků v Česku, během které s oprátkou v ruce vyhrožoval, že pokud vláda nepřistoupí na úplnou izolaci země od uprchlíků, začne sám konat, za což nyní také čelí trestnímu oznámení.
Dne 26. března 2016 byl spolu se čtyřmi dalšími osobami zadržen při demonstraci na pražském Václavském náměstí poté, co označil podporu imigrace za „vlastizradu, která musí být potrestána trestem nejvyšším“. Demonstraci pořádala Národní demokracie s hnutím Za naši kulturu a bezpečnou zem a podpořila ji i Dělnická strana sociální spravedlnosti. Následujícího dne Policie ČR jednoho ze zadržených, kterým měl být s největší pravděpodobností právě Bartoš, obvinila z trestného činu podněcování k nenávisti vůči skupině obyvatel nebo omezování jejich práv a svobod.
Znovu byl Bartoš zadržen 28. dubna téhož roku a policisté provedli domovní prohlídku v jeho bytě i kanceláři strany, kde zabavili na 900 knih a stranický archiv. V souvislosti s obsahem jím vydávaných knih a jiných písemností, i pro obsah jeho veřejných projevů v období od roku 2013 do dubna 2016 byl obviněn ze tří trestných činů proti lidskosti: z hanobení národa, rasy, etnické nebo jiné skupiny osob, podněcování k nenávisti vůči skupině osob nebo k omezování jejich práv a svobod a z popírání, zpochybňování, schvalování a ospravedlňování genocidy.
Případem z Polné se zabýval Okresní soud v Jihlavě znovu v druhé polovině října 2016, soudní znalec mimo jiné uvedl, že výlet do Polné zapadá do Bartošových protižidovských aktivit, a připomněl jeho výroky v knize Zpověď. Dne 20. října 2016 byl vynesen rozsudek, v němž byli Bartoš se Zemánkem uznáni vinnými z podněcování k nenávisti vůči Židům. Zatímco Zemánek činu i svého stranického angažmá litoval a nebyl potrestán, Bartoš byl odsouzen k jednomu roku odnětí svobody s dvouletým podmíněným odkladem. Jeho odvolání bylo Krajským soudem v Brně v březnu 2017 zamítnuto, stejně tak v lednu 2018 jeho dovolání k Nejvyššímu soudu.
Začátkem ledna 2017 proti němu byla vznesena další obžaloba, vinící jej z podněcování nenávisti vůči minoritám a zpochybňování holokaustu. Dne 20. července 2017 stanul před Obvodním soudem pro Prahu 1. Znalec z oblasti extremismu před soudem konstatoval, že Bartošem napsané či vydávané knihy byly antisemitské a některé přímo popíraly holokaust, Bartoš také podle něj na demonstracích často vyzýval k násilí. Dne 26. ledna 2018 byl Adam B. Bartoš v první instanci odsouzen k podmíněnému trestu. Proti rozsudku se však odvolal, hájil se mimo jiné tvrzením, že jeho několik let staré výroky, resp. podobné názory, se staly mezitím politickým mainstreamem, zmiňovaným mimo jiné i prezidentem Milošem Zemanem. Odvolací Městský soud v Praze ovšem 1. listopadu 2018 původní rozsudek i dvouletý podmíněný trest s tříletou zkušební dobou potvrdil.
Před volbou prezidenta v lednu 2018 spolupracoval s kandidátem na prezidenta Petrem Hannigem, který si v rozhovoru pro DVTV chválil Bartošovu formulační dovednost a znalost elektronických médií a v případě svého zvolení jej chtěl angažovat jako ředitele tiskového odboru prezidentské kanceláře. Bartoš také vystoupil jako Hannigův zástupce v předvolební „debatě mluvčích“ prezidentských kandidátů na serveru iDNES.cz, přičemž kandidující Marek Hilšer, Michal Horáček a Jiří Hynek své zástupce z debaty omluvili právě kvůli Bartošově účasti.
Ve volbách do Evropského parlamentu v květnu 2019 kandidoval z pozice člena ND jako lídr uskupení „ROZUMNÍ a Národní demokracie – STOP MIGRACI – NECHCEME EURO“, ale nebyl zvolen. Ve volbách do Evropského parlamentu v červnu 2024 kandidoval jako člen strany ND na 6. místě kandidátky uskupení „ALIANCE ZA NEZÁVISLOST ČR – proti přijetí eura!“ (tj. strana Bezpečné ulice (BEZ-UL), strana Národní demokracie (ND), hnutí Aliance národních sil (ANS), strana Rozumní, Dělnická strana sociální spravedlnosti (DSSS) a hnutí Čistý kraj (ČiKR)). Uskupení však získalo pouze 0,50 % hlasů a zvolen tak nebyl.

## Dílo
Je autorem několika knih a od roku 2014 provozuje také Nakladatelství Adam Benjamin Bartoš. V tomto nakladatelství vydal většinu svých děl (není-li uvedeno jinak):
- Obřezaná republika. Chystá se v ČR nový Izrael? (2014, Bodyart Press, ISBN 978-80-87525-24-1)
- Zpověď. Jsem antisemita? (2014, ISBN 978-80-905861-0-9)
- Obřezaná republika. Díl I. T. G. Masaryk a Židé (2014, ISBN 978-80-905861-2-3)
- Klukova dobrodružství. 7 pohádek na dobrou noc (2014, ISBN 978-80-905861-1-6), spoluautor: Kristián Adam Bartoš
- Národní demokracie 2014: sborník textů k 1. výročí založení Národní demokracie (2015, ISBN 978-80-905861-3-0), editor
- Obřezaná republika. Díl II. První republika a Židé (připravováno k vydání)

Novinář Jan Urban označil v lednu 2016 ve své recenzi jeho knihu Zpověď. Jsem antisemita? za „zřejmě nejrasističtější a nejvíce antisemitské dílko v polistopadové historii českého nakladatelského úsilí“.